# Nalec
Nalec település Spanyolországban, Lleida tartományban. Nalec Verdú, Ciutadilla, Vallbona de les Monges és Sant Martí de Riucorb községekkel határos. Lakosainak száma 89 fő (2024).

## Népesség
A település népessége az utóbbi években az alábbiak szerint változott:
| Lakosok száma | 58   | 582  | 426  | 253  | 104  | 92   | 95   | 93   | 87   | 89   |
|               | 1717 | 1887 | 1936 | 1960 | 1986 | 2004 | 2009 | 2014 | 2019 | 2024 |